# Savoyeux
Savoyeux település Franciaországban, Haute-Saône megyében. Lakosainak száma 195 fő (2022. január 1.). Savoyeux Vaite, Autet, Membrey, Mercey-sur-Saône és Seveux-Motey községekkel határos.

## Népesség
A település népessége az elmúlt években az alábbi módon változott:
| Lakosok száma | 222  | 219  | 223  | 210  | 208  | 205  | 202  | 199  | 195  |
|               | 2013 | 2015 | 2016 | 2017 | 2018 | 2019 | 2020 | 2021 | 2022 |